# Bajdabek Tölepbajew
Bajdabek Achmetuły Tölepbajew (ros. Байдабек Ахметович Тулепбаев, ur. 10 października 1921 we wsi Törtköl w obwodzie południowokazachstańskim, zm. 18 czerwca 2011 w Ałmaty) – radziecki i kazachski historyk i polityk komunistyczny.
1936–1939 student fakultetu robotniczego przy Środkowoazjatyckim Uniwersytecie Państwowym i Kazachskiej Uczelni Pedagogicznej w Taszkencie. Nauczyciel w szkole średniej, 1939–1945 służył w Armii Czerwonej, uczestnik wojny z Niemcami, dwukrotnie ranny, od 1942 w WKP(b). Po wojnie zastępca dyrektora szkoły w Taszkencie, 1949 ukończył szkołę partyjną przy KC Komunistycznej Partii (bolszewików) Uzbekistanu, 1949–1952 instruktor KC Komunistycznej Partii Kazachstanu, pomocnik sekretarza KC KPK, 1952–1953 I zastępca kierownika Wydziału Organów Partyjnych KC KPK. 1960–1973 instruktor Wydziału Pracy Organizacyjno-Partyjnej KC KPZR, 1969–1971 starszy wykładowca Akademii Nauk Społecznych przy KC KPZR, 1973–1976 sekretarz Komitetu Obwodowego KPK w Ałma-Acie. Od 1967 doktor nauk historycznych, od 1974 akademik Akademii Nauk Kazachskiej SRR, 1976–1984 wiceprezydent Akademii Nauk Kazachskiej SRR. Od grudnia 1994 I sekretarz KC KPK.
Autor ponad 200 prac, w tym 9 monografii.

## Odznaczenia
- Order Lenina
- Order Czerwonego Sztandaru Pracy
- Order Wojny Ojczyźnianej I klasy (dwukrotnie)
- Order „Znak Honoru”

I 26 medali.